# Jai Waetford

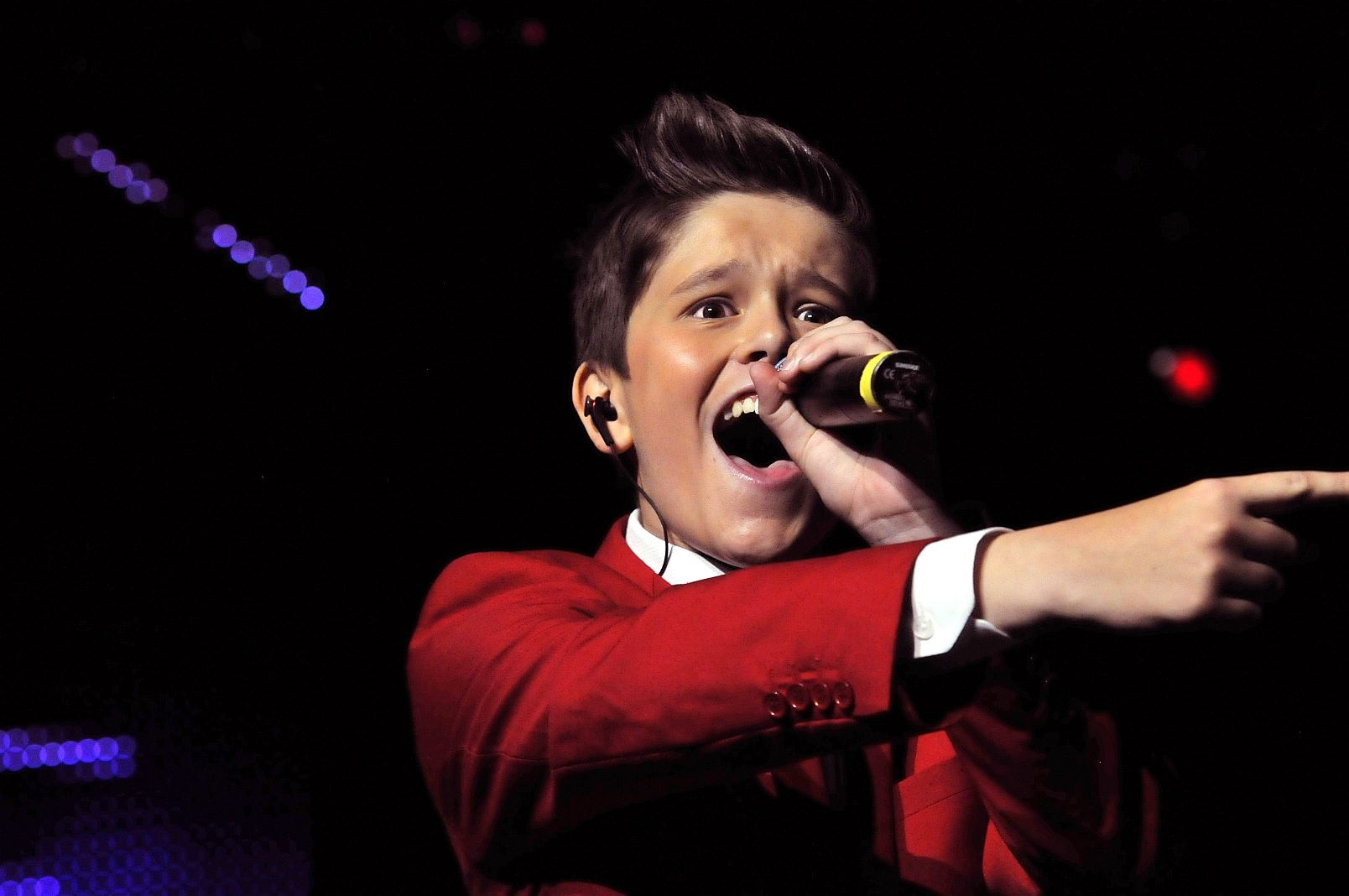
Waetford beim Auftritt während der The X Factor Live Tour im November 2013

Jai Ethan Waetford (* 25. Januar 1999 in Campbelltown, Australien) ist ein australischer Popsänger, der durch seinen dritten Platz in der fünften Staffel der australischen The X Factor bekannt wurde.

## Leben
Jai Waetford wurde 1999 in Campbelltown (New South Wales), Australien, geboren. Er wurde von seiner Mutter Alana Dow und Großeltern Hannah und Roger Dow erzogen, da sein Vater ihn und seine Mutter in einem jungen Alter verlassen hat. Er hat sich durch YouTube-Videos selbst beigebracht, Gitarre zu spielen. Waetford besuchte die Campbelltown Performing Arts High School, die er im Jahr 2014 nach Abschluss des 10. Lehrjahres verließ.

## Karriere

### 2013:The X Factor
Im Jahr 2013 bewarb Waetford sich für die fünfte Staffel der australischen Castingshow The X Factor mit dem Lied Different Worlds von Jes Hudak sowie dem selbst geschriebenen Lied Don’t Let Me Go. Am ersten Tag des Superbootcamps trat er mit dem Lied Titanium von David Guetta und ging weiter zur zweiten Runde des Superbootcamps, in der er Last Request von Paolo Nutini sang. Am letzten Tag des Superbootcamps trat Waetford vor den Jury-Mitgliedern und einem Livepublikum mit Taylor Swifts Lied We Are Never Ever Getting Back Together auf. Er schaffte es ins Juryhaus und kam in die Kategorie Jungen unter 24, für die Ronan Keating als Mentor zuständig war. Beim Hausbesuch sang er die Version von Elvis Presley des Lieds Always on My Mind und schaffte es in die Live-Shows. Waetford erreichte schließlich das große Finale, wo er sich hinter Taylor Henderson und der Gewinnerin Dami Im platzierte.
Auftritte bei The X Factor
| Phase (Datum)                        | Lied                                    | Originalinterpret |
| ------------------------------------ | --------------------------------------- | ----------------- |
| Auditions                            | Different Worlds                        | Jes Hudak         |
| Auditions                            | Don’t Let Me Go                         | Jai Waetford      |
| Superbootcamp                        | Titanium                                | David Guetta      |
| Superbootcamp                        | We Are Never Ever Getting Back Together | Taylor Swift      |
| Hausbesuche                          | Always on My Mind                       | Elvis Presley     |
| 1. Liveshow (25./26. August 2013)    | Fix You                                 | Coldplay          |
| 2. Liveshow (1./2. September 2013)   | I Want to Hold Your Hand                | The Beatles       |
| 3. Liveshow (8./9. September 2013)   | The Way You Make Me Feel                | Michael Jackson   |
| 4. Liveshow (15./16. September 2013) | It Will Rain                            | Bruno Mars        |
| 5. Liveshow (22./24. September 2013) | Drops of Jupiter (Tell Me)              | Train             |
| 6. Liveshow (29./30. September 2013) | That Should Be Me                       | Justin Bieber     |
| 7. Liveshow (6./7. Oktober 2013)     | Somewhere Only We Know                  | Keane             |
| 8. Liveshow (13./14. Oktober 2013)   | Plans                                   | Birds of Tokyo    |
| Halbfinale (20./21. Oktober 2013)    | I Won’t Give Up                         | Jason Mraz        |
| Halbfinale (20./21. Oktober 2013)    | Dynamite                                | Taio Cruz         |
| Finale (27./28. Oktober 2013)        | Don’t Let Me Go                         | Jai Waetford      |
| Finale (27./28. Oktober 2013)        | The Only Exception                      | Paramore          |
| Finale (27./28. Oktober 2013)        | Your Eyes                               | Jai Waetford      |

### 2013–2015:Jai Waetford EPundGet to Know You
Nach seiner Teilnahme an The X Factor unterzeichnete Waetford einen Plattenvertrag bei Sony Music Entertainment Australia. Seine Debütsingle Your Eyes, die seine Siegersingle bei The X Factor gewesen wäre, wurde noch am selben Tag veröffentlicht. Der Song landete auf Platz sechs in den ARIA Single-Charts.
Am 23. November 2013 tourte Waetford zusammen mit Third Degree, Taylor Henderson, Dami Im und Jiordan Tolli für The X Factor Live Tour, die am 2. Dezember 2013 endete.
Am 6. Dezember 2013 erschien seine selbstbetitelte Debüt-EP, die den 21. Platz in den ARIA Album-Charts erreichte. Waetfords zweite EP Get to Know You wurde am 28. März 2014 veröffentlicht. Der Titelsong der EP wurde als Single veröffentlicht und erreichte Platz 32 in den ARIA Singles Chart. Waetford diente als Vorgruppe für die #HypeTour der australischen Pop-Musikgruppe Justice Crew im April 2014 in Australien. Waetfords dritte EP Shy, die am 16. Januar 2015 erschien, besteht aus vier Covers und der gleichnamigen Single.

### Seit 2016:Heart Miles EP
Seit dem 2. Mai 2016 spielt Jai Waetford die Rolle des Angus in der australischen Seifenoper Nachbarn.
Waetfords vierte EP Heart Miles erschien am 3. Juni 2016, besteht aus acht neuen Songs, darunter auch Living Not Dreaming, der bereits am 4. Februar 2016 erschien. Am 13. Mai 2016 trat Jai Waetford als Supporting Act für die britische Popband Little Mix auf deren The-Get-Weird-Tour auf. Am 19. Mai 2016 startete die Promo-Tour für Heart Miles mit Auftritten in 12 Ländern in Europa und Asien.